# Dugo Selo
Dugo Selo är en stad i Kroatien. Staden har 14 441 invånare (2001) och ligger i Zagrebs län i centrala Kroatien.

## Historia
1209 nämns området där Dugo Selo idag ligger första gången i ett skrivet dokument utfärdat av kung  Andreas II. Kungen kallar området heliga Martins land (etiam terram santci Martini) och tilldelar det till tempelriddarna. Namnet Dugo Selo (även Veliko Selo, Mala Sela och Sela) nämns först 1566 och 1622. Staden styrdes senare av de kroatiska adelsfamiljerna Tahy, Zrinski och Drašković.